# Pepe Ludmir
José Ludmir Grimberg (Lima, 18 de octubre de 1932-Los Ángeles, 12 de febrero de 1996), más conocido como Pepe Ludmir, fue un comentarista, presentador, locutor y personalidad de radio y televisión peruano. 
Es conocido por ser el presentador de programas de radio en su país, entre ellos Charlas del cine. Fue el productor del programa sabatino Perú 80 (que, conforme iba pasando cada año, el programa tomaba el número de ese año) y presentaba algunos segmentos como «¿Cuál es mi secreto?» y «¿Con qué me gano la vida?» Fue fundador y primer director del noticiero 24 horas, de Panamericana Televisión, y cofundador de Radio Panamericana. Pero, sin duda, uno de sus más importantes logros en la televisión peruana fue llevar la retransmisión de la entrega de los premios Óscar a su país durante cuarenta y cuatro años.

## Inicios
Empezó su carrera periodística en 1946 en una de las oficinas de una revista de izquierda, en la plaza San Martín. Se llamaba 1946, la cual cambiaba con los años. Desde allí escribía sobre lo que más le apasionaba: el cine, y empezó a compartir páginas con Pablo de Madalengoitia, Guido Monteverde, entre otros.
Sus inicios en la radio fueron, entre 1949 y 1950, en Radio El Sol. Con sus Charlas del cine, se dio a conocer con el seudónimo Pepe Mil. Allí entrevistó a la diva mexicana María Félix. Ya en Radio Panamericana, desde 1951, empezó a ser conocido como Pepe Ludmir.

## Reportero en los Premios Óscar
Fue el primer reportero extranjero en cubrir la entrega de los premios Óscar en forma completa en 1953. Cuando lo hizo aquella vez, solo dos periodistas informaron del evento: un camarógrafo de un noticiero norteamericano y él, que ya para entonces colaboraba también en la edición vespertina del diario peruano El Comercio. Desde entonces, Ludmir logró el récord de cuarenta y cuatro años ininterrumpidos transmitiendo desde Los Ángeles, primero en la radio y luego en la televisión, en diferido, la ceremonia de entrega de los premios de la Academia. Sin embargo, nunca lo pudo hacer en vivo y en directo.

## Periodista de espectáculos
Después de varios años como presentador de radio y televisión en su país, Pepe Ludmir decidió emigrar a México. En 1976, presentó el especial de año nuevo De México para el Perú,  donde realizó, entre tantas, la primera entrevista de un medio de comunicación peruano al elenco del ya exitoso programa mexicano El Chavo del ocho en 1976. Luego, resolvió radicarse en Estados Unidos, donde fue uno de los pocos reporteros acreditados en Hollywood para América Latina. A lo largo de su carrera, entrevistó a estrellas como Gary Cooper, Zsa Zsa Gabor, Clark Gable, Jane Fonda, Kirk Douglas, Carrie Fisher, Burt Reynolds, Liza Minnelli, Sylvester Stallone, Kurt Russell, Meg Ryan, Jodie Foster, Brooke Shields, Macaulay Culkin, The Muppets, entre muchos otros.

## Fallecimiento
Ludmir falleció en Los Ángeles, California, el 12 de febrero de 1996, a los 64 años de edad, a causa de un infarto, días antes de la entrega de los premios Óscar de ese año. Paradójicamente esa ceremonia sería la primera en ser transmitida en vivo y en directo para la televisión peruana a través del canal Frecuencia Latina (ahora Latina Televisión). Transmisión que nunca pudo lograr Pepe Ludmir en vida. Pese a esto, fue invitado en su reemplazo, como comentarista de la gala, su hijo Bruce, quien, al final, no pudo contener las lágrimas y lloró por su padre.